# Huracán Lane (2018)
El huracán Lane fue el huracán tropical más fuerte en el Pacífico Central desde el huracán Ioke de la temporada de 2006 y el primer huracán del océano Pacífico de categoría 5 en la escala de huracanes de Saffir-Simpson desde el huracán Patricia en temporada de 2015. La duodécima tormenta nombrada, el sexto huracán y cuarto huracán mayor de la temporada de huracanes del Pacífico de 2018, Los orígenes de Lane se originó a partir de una ola tropical que comenzó a producir actividad de tormentas desorganizadas a varios cientos de millas de la costa sur de México el 11 de agosto de 2018. Durante los siguientes cuatro días, la perturbación se fortaleció gradualmente en condiciones climáticas favorables y se convirtió en una depresión tropical temprano el 15 de agosto. Doce horas después la depresión se intensificó en tormenta tropical Lane. Se produjo un fortalecimiento gradual durante el día y medio siguiente, lo que resultó en que Lane alcance el estado de huracán para el 17 de agosto, seguido de una intensificación rápida que llevó a Lane a su intensidad máxima inicial como huracán categoría 4 el 18 de agosto. la cuenca del Pacífico Central, donde el aumento de la cizalladura del viento la debilitó. Sin embargo, el 20 de agosto, Lane volvió a intensificarse en un huracán categoría 4 y alcanzó la intensidad de categoría 5 el 22 de agosto. Cuando Lane se acercó a las islas hawaianas, comenzó a debilitarse cuando la cizalladura vertical del viento aumentó una vez más. El 29 de agosto, Lane se convirtió en un baja remanente, debido a la constante cizalladura del viento.
El huracán Lane llevó a la emisión de los avisos y advertencias de huracán para todas las islas de Hawái. A partir del 23 de agosto, Lane causó fuertes lluvias al condado de Hawái, que causó inundaciones repentinas y deslizamientos de tierra. El huracán Lane es el segundo ciclón tropical más húmedo en los Estados Unidos, después del huracán Harvey de 2017. Además, Lane es también el ciclón tropical más húmedo de Hawái, superando el huracán Hiki de 1950. Un máximo de 52,02 pulgadas (1,321 mm) de lluvia se grabó en Mountainview, Hawái del 22 al 26 de agosto.

## Historia meteorológica

### Primera etapa

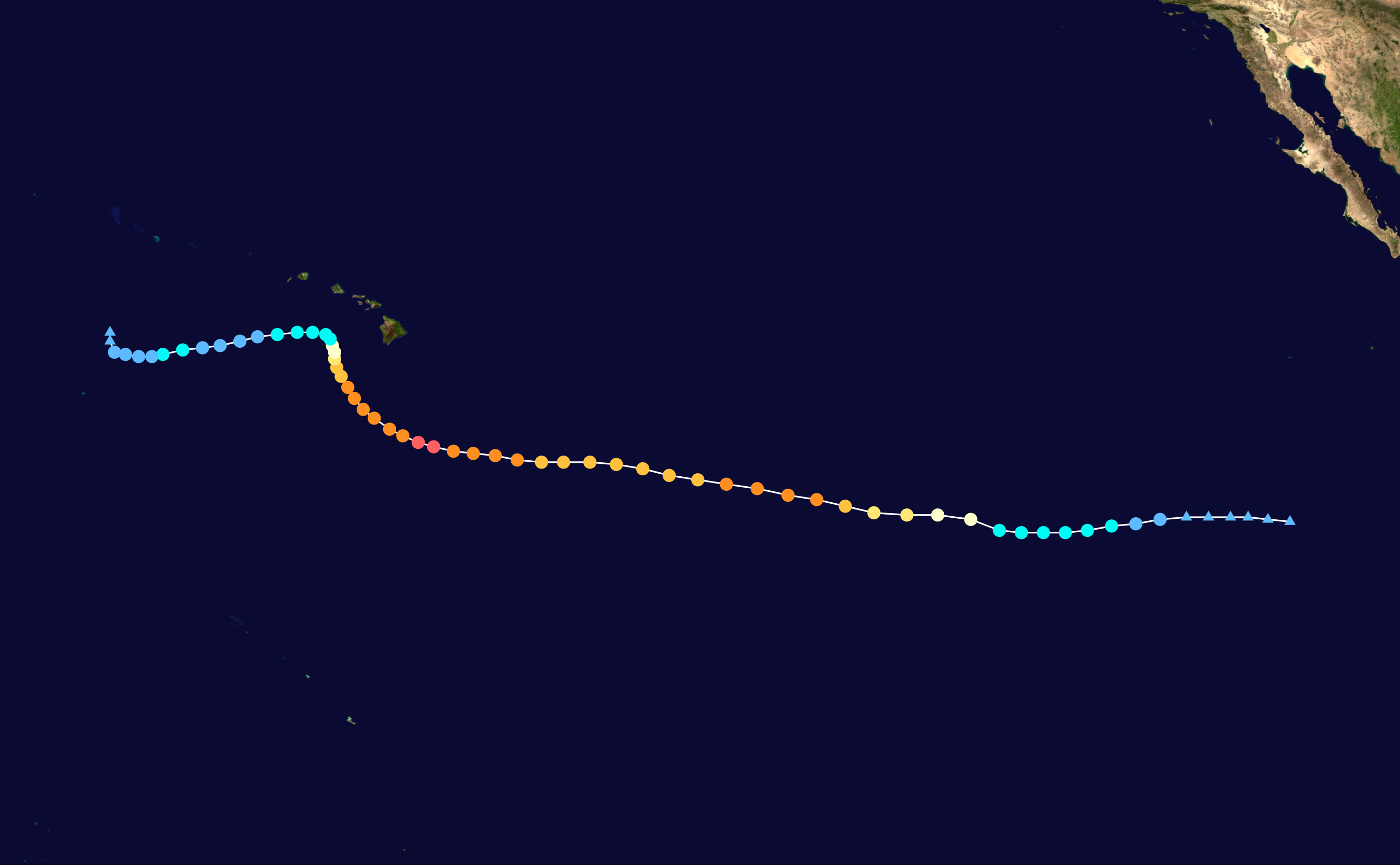
Mapa que traza la trayectoria y la intensidad de la tormenta, de acuerdo con la escala de huracanes de Saffir-Simpson

A principios del 11 de agosto de 2018, el Centro Nacional de Huracanes (CNH) comenzó a monitorear una ola tropical que estaba produciendo una actividad de tormentas desorganizadas a varios cientos de millas de la costa sur de México. La perturbación se desplazó generalmente hacia el oeste durante los próximos cuatro días antes de organizarse mucho mejor el 14 de agosto. El 15 de agosto a las 03:00 UTC, el Centro Nacional de Huracanes declaró que la depresión tropical Catorce-E se había formado 1.115 millas (1.795 km) al suroeste del extremo sur de Baja California. Doce horas después, la depresión se intensificó en la tormenta tropical Lane. El Centro Nacional de Huracanes también observó que se pronosticaba que Lane se consolidaría como un huracán.
La tormenta tropical Lane se fortaleció gradualmente durante el día siguiente más o menos antes de convertirse en huracán a las 03:00 UTC del 17 de agosto. Durante los siguientes días, Lane se dirigió en dirección oeste-oeste-noroeste por una cresta subtropical hacia el norte. Poco después de convertirse en huracán, Lane comenzó un período de intensificación rápida, convirtiéndose rápidamente en un huracán de categoría 2 con vientos máximos sostenidos de 110 mph (175 km/h) y una presión barométrica mínima de 973 mbar (28,74 inHg) dieciocho horas después. El campo de viento de Lane casi se duplicó durante el período de tiempo y el ojo comenzó a nublarse después de que se formó un fuerte anillo convectivo alrededor del núcleo del huracán. Lane continuó su rápida intensificación, alcanzando el estatus de categoría 3 y convirtiéndose en el cuarto gran huracán de la temporada seis horas después. El 18 de agosto a las 09:00 UTC, Lane se convirtió en un huracán de categoría 4.

Radar del huracán Lane poco después de ser actualizado a un huracán categoría 5 el 22 de agosto de 2018

La presentación satelital de Lane también había mejorado inmensamente de la noche a la mañana. En ese momento, el huracán tenía un ojo bien definido rodeado de convección muy profunda y salida simétrica, lo que contribuyó a un mayor fortalecimiento. Seis horas después, Lane alcanzó su pico inicial con vientos máximos sostenidos de 140 mph (220 km/h) y una presión barométrica mínima de 948 mbar (27.99 inHg). Durante el período de intensificación rápida de Lane, que duró un total de 36 horas, los vientos máximos sostenidos aumentaron en 65 mph (105 km/h) y la presión barométrica mínima disminuyó en 44 mbar (1.30 inHg). El Centro Nacional de Huracanes emitió su aviso final sobre Lane a las 21:00 UTC del 18 de agosto cuando se acercaba al meridiano 140, aún con la intensidad máxima.
El 19 de agosto, Lane cruzó al Pacífico Central donde el Centro de Huracanes del Pacífico Central (CPHC) comenzó a monitorear el sistema. En ese momento, Lane comenzó una tendencia de debilitamiento ya que se encontró con una creciente cizalladura del viento del oeste-suroeste, cayendo al estado de categoría 3 seis horas más tarde. A las 09:00 UTC del mismo día, Lane se estabilizó a una intensidad de alrededor de 125 mph (205 km/h) hasta las 21:00 UTC del 20 de agosto, cuando se fortaleció nuevamente en un huracán de categoría 4. Temprano el 22 de agosto, los datos de reconocimiento de la aeronave indicaron que Lane se había intensificado en un huracán categoría 5, con vientos sostenidos de 1 minuto de 160 millas por hora (260 km/h).

### Segunda etapa

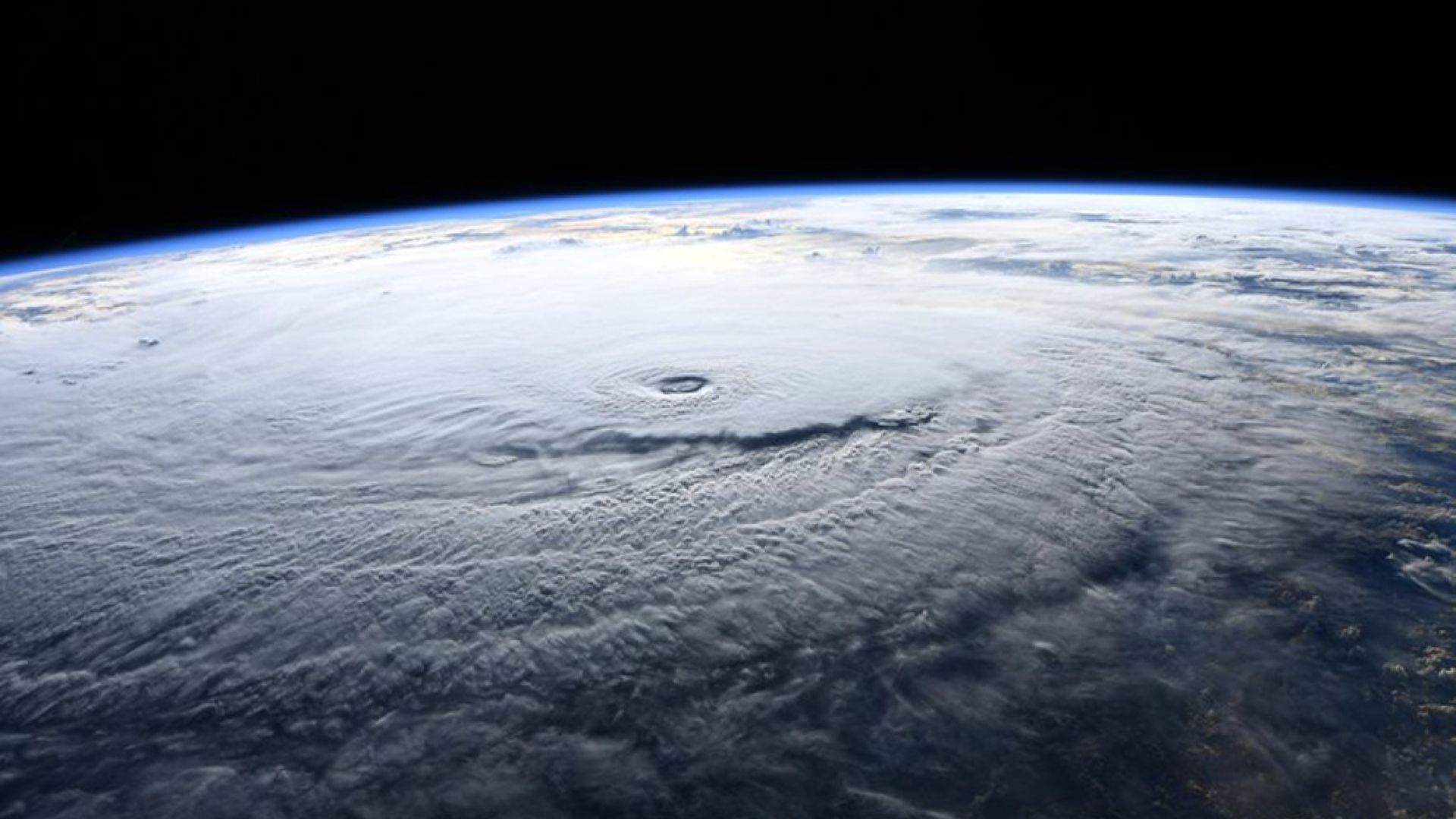
Huracán Lane visto desde la Estación Espacial Internacional el 22 de agosto

Varias horas más tarde, Lane se debilitó de nuevo a un huracán categoría 4 de gama alta. El 24 de agosto, la cizalladura del viento del sudoeste debilitó Lane a un huracán categoría 3. Al mismo tiempo, el huracán comenzó a viajar en un movimiento norte-noroeste debido al desarrollo de una cresta de capa profunda hacia el este y el sureste. Luego, Lane giró hacia el norte y luego hacia el norte-noreste, a medida que la cresta continuaba desarrollándose. Más tarde ese día, Lane cayó por debajo del umbral del huracán mayor ya que la cizalladura del viento continuó afectando el sistema.
La tendencia al debilitamiento se hizo más rápida a medida que aumentaba la cizalladura del viento. Lane se debilitó a un huracán de categoría 1 el 25 de agosto, y cayó por debajo de la fuerza del huracán solo tres horas después, basado en la rápida degradación del patrón de nubes. El centro quedó expuesto y la convección profunda se cortó hacia el noreste. Quince horas tarde, Lane hizo su acercamiento más cercano a Hawái, aproximadamente 110 millas (175 km) al sur-sureste de Honolulu. A partir del 25 de agosto, la dirección de viaje de Lane fluctuó y el movimiento de avance de la tormenta se estancó. Tarde en ese día, Lane dio un giro brusco hacia el oeste, bajo la influencia de los vientos del este de bajo nivel. El 26 de agosto, Lane se debilitó aún más en una depresión tropical en un ambiente hostil, mientras continúa hacia el oeste.
Sin embargo, al día siguiente, Lane se volvió a intensificar en una tormenta tropical, cuando estalló la convección en el semicírculo oriental y las bandas convectivas en el sureste de la tormenta también aumentaron. Sin embargo, esta tendencia de fortalecimiento fue de corta duración, y Lane se debilitó a una depresión tropical una vez más a principios del 28 de agosto. Más tarde ese mismo día, Lane giró hacia el noroeste bajo la influencia de un canal de bajo nivel en desarrollo. A principios del 29 de agosto, Lane se debilitó a un nivel remanente postropical, mientras giraba hacia el norte, a medida que el centro de la tormenta se alargaba.

## Preparaciones

### Hawái
A las 15:00 UTC del 21 de agosto, mientras Lane se acercaba a las islas hawaianas, se emitió una alerta de huracán para el condado de Maui y el condado de Hawái. Temprano al día siguiente, la vigilancia de huracanes para el condado de Hawái se mejoró a una advertencia de huracán.
Se aconsejó a los estudiantes de la Universidad de Hawái en Manoa que se alojaban en el campus que se mantuvieran informados y descargaran aplicaciones de alerta, y que almacenaran suministros básicos de emergencia, como linternas, botiquines de primeros auxilios, comida y agua. La Universidad inició protocolos de emergencia el 22 de agosto, y un vocero de la Universidad declaró que había dos semanas de almacenamiento de alimentos y agua en caso de una emergencia grave. Los distritos escolares del condado de Maui y Big Island cerraron el 22 de agosto por un período de tiempo indeterminado, y todos los empleados estatales no esenciales en la Isla Grande y Maui debieron quedarse en sus hogares entre el 22 y el 24 de agosto. Hawaiian Airlines renunció a las tarifas de cambio para boletos hacia, desde, dentro y a través de Hawái desde el 21 hasta el 26 de agosto.
Como Lane fue el primer ciclón tropical amenazado con tocar tierra en Hawái como huracán en más de dos décadas, Fort Shafter anunció que todos los buques de la Armada y los aviones de la Fuerza Aérea serían trasladados fuera del estado el 22 de agosto. Además, el presidente Donald Trump emitió una declaración de emergencia para Hawái. El Departamento de Seguridad Nacional y la Agencia Federal para el Manejo de Emergencias fueron autorizados para coordinar el alivio de desastres a partir del 22 de agosto y continuar indefinidamente.

## Impacto

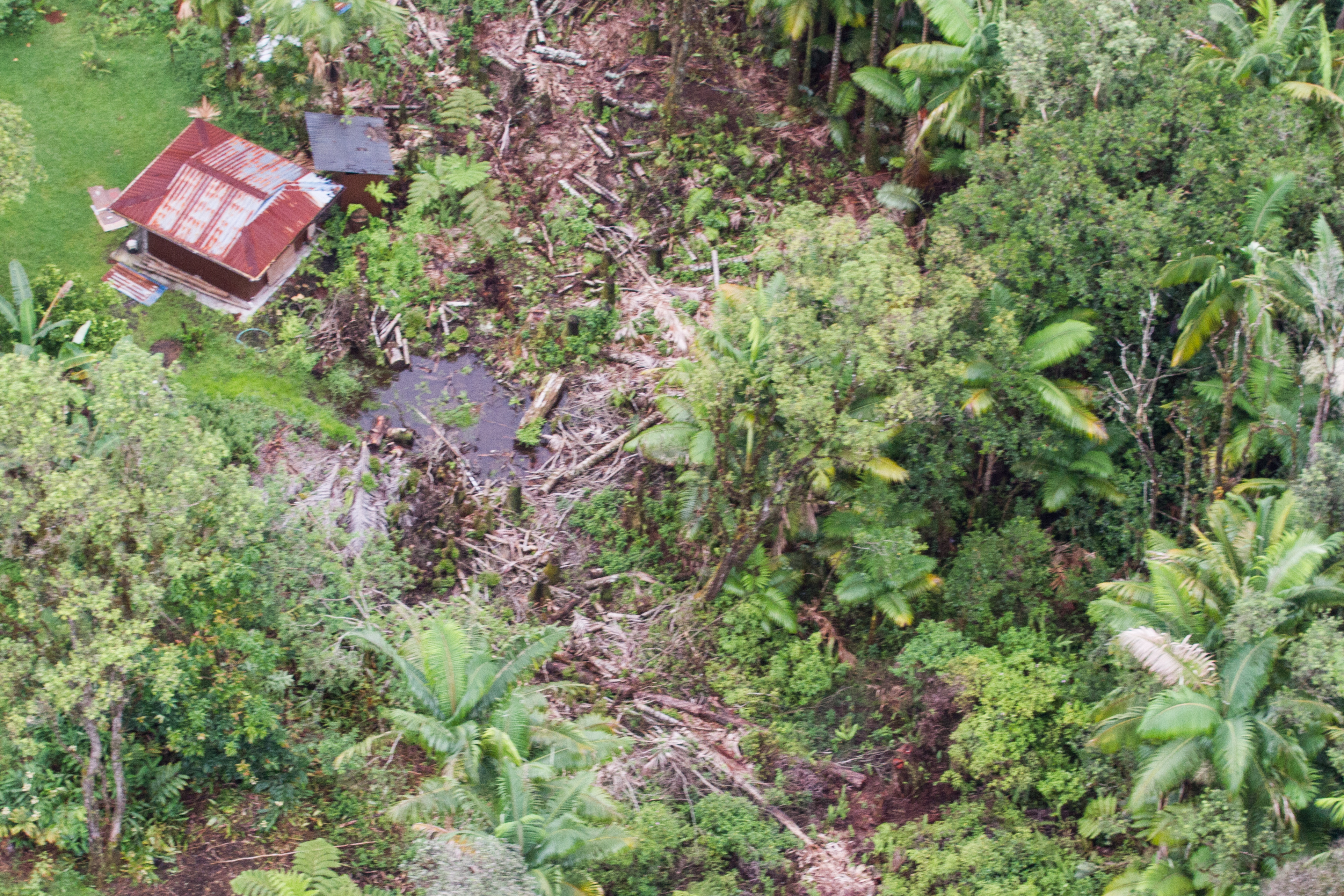
Daño causado por el huracán Lane cerca de Hilo

### Hawái
El 23 de agosto, el huracán Lane causó inundaciones repentinas y deslizamientos de tierra en todo el condado de Hawái. Algunas partes de la Isla Grande recibieron tanto como 52.02 pulgadas (1.321,3 mm) de lluvia, convirtiendo a Lane en el ciclón tropical más húmedo registrado en el estado de Hawái. Más tarde ese día, la pared del ojo del noroeste de Lane pasó sobre una boya de la Administración Nacional Oceánica y Atmosférica ubicada al suroeste de la Isla Grande, que registró vientos máximos de 107 mph (172 km/h). Las inundaciones de Lane obligaron a la evacuación de más de 100 residentes en Reeds Island. Una persona murió debido a los fuertes oleajes por el huracán y con un daño total de $2 millones de dólares.

### Maui
El 24 de agosto, las líneas eléctricas caídas y los fuertes vientos comenzaron tres incendios en Maui. El mayor de los incendios arrasó 2.000 acres (8.1 km²) y golpeó a un individuo. En un momento dado, un refugio de huracanes tuvo que ser evacuado por las llamas invasoras. Las líneas eléctricas derribadas hicieron que muchos residentes evacuados fuesen lentos para regresar a sus hogares después de la tormenta.
Además, el 24 de agosto, se abrió un sumidero gigante en Haiku, con testigos oculares que informaron que la fisura estaba a unos 25-30 pies de profundidad.